# Wypadek autobusu szkolnego w Fox River Grove
Wypadek autobusu szkolnego w Fox River Grove – wypadek na przejeździe kolejowo-drogowym, w którym wzięły udział autobus szkolny wiozący uczniów do liceum Cary-Grove oraz pociąg osobowy przewoźnika Metra, który wydarzył się 25 października 1995 roku w miejscowości Fox River Grove w stanie Illinois, w Stanach Zjednoczonych. W wyniku wypadku śmierć poniosło siedmioro uczniów, a 24 osoby zostały ranne. Autobus, który był prowadzony przez zastępczego kierowcę, zatrzymał się na czerwonym świetle na skrzyżowaniu w taki sposób, że tylna część pojazdu znajdowała się na torach kolejowych, i autobus został uderzony przez pociąg jadący w kierunku Chicago.
Czynnikiem istotnym dla wypadku było skrzyżowanie z sygnalizacją świetlną, zlokalizowane tuż przy przejeździe. Samoczynna sygnalizacja przejazdowa oraz sterownik sygnalizacji świetlnej były ze sobą sprzężone i teoretycznie powinny być dokładnie skonfigurowane. W praktyce jednak rok przed wypadkiem do zarządców kolei oraz dróg wpłynęły liczne skargi dotyczące nieprawidłowego ustawienia cykli sygnalizacji, a po wypadku mieszkańcy informowali o sytuacjach, kiedy kierujący pojazdami drogowymi nie mogli opuścić przejazdu w odpowiednim czasie.
W wyniku dochodzenia Narodowa Rada Bezpieczeństwa Transportu ustaliła, że kierująca autobusem nie była świadoma tego, iż część pojazdu wystawała na tor, chociaż powinna, lecz ustawienie cykli sygnalizacji świetlnej wymusiłoby przejechanie na czerwonym świetle, gdyby kierująca zdała sobie sprawę z zagrożenia związanego z nadjeżdżającym pociągiem.
Po wypadku wprowadzone zostały odpowiednie przepisy prawne oraz zarządzona została korekta skrzyżowań z sygnalizacją sprzężoną z urządzeniami na przejazdach kolejowo-drogowych w całym stanie Illinois. W autobusach szkolnych natomiast umieszczono naklejki informujące kierujących o długości pojazdu, ponieważ zastępcza kierująca nie była świadoma długości prowadzonego pojazdu. Zostało to przyjęte również w innych stanach, a powiązane aspekty stały się częścią programu szkoleń kierujących autobusami szkolnymi.
Wypadek w Fox River Grove jest postrzegany jako najtragiczniejszy wypadek z udziałem pociągu Metra, a także jako jeden z najtragiczniejszych wypadków na przejazdach kolejowo-drogowych w całych Stanach Zjednoczonych. W pobliżu znajduje się niewielki pomnik ku pamięci siedmiu ofiar śmiertelnych wypadku.

## Zderzenie
25 października 1995 roku o godzinie 7:10 czasu lokalnego pociąg Metra nr 624 uderzył w tylną część autobusu szkolnego wiozącego uczniów do liceum Cary-Grove. Do wypadku doszło na przejeździe kolejowo-drogowym w ciągu ulicy Algonquin Road zlokalizowanym tuż przy skrzyżowaniu z trasą krajową nr 14. Ulica Algonquin Road przekraczała dwutorową linię kolejową, zarządzaną przez Union Pacific. W momencie zderzenia pociąg poruszał się z prędkością 60 mil na godzinę (około 97 km/h).
W wyniku zderzenia kadłub autobusu oddzielił się od podwozia oraz znalazł się na skrzyżowaniu. Bezpośrednio w wyniku wypadku śmierć poniosło pięciu uczniów, a dwie kolejne osoby zmarły wskutek poniesionych obrażeń. Rannych zostało 24 pasażerów autobusu, z czego część ciężko, a cztery osoby nie poniosły żadnych obrażeń. Większość ofiar odniosło m.in. obrażenia głowy, a najciężej ranni pęknięcia czaszki oraz urazy wewnętrzne. Nikt z trzyosobowej załogi ani 120 pasażerów pociągu nie odniósł obrażeń.

### Pojazdy
Pociąg Metra nr 624 był pociągiem typu push-pull, składającym się z sześciu wagonów pasażerskich, jednego wagonu sterowniczego oraz lokomotywy typu F40PH o numerze 148, należącej do Metry i obsługiwanej przez Union Pacific. Lokomotywa znajdowała się z tyłu pociągu, popychając go, oraz była obsługiwana z kabiny wagonu sterowniczego. Pociąg nr 624 odjechał o czasie ze stacji Crystal Lake o godzinie 7:00 czasu lokalnego, jadąc w kierunku stacji North Western w centrum Chicago. Po odjeździe ze stacji Crystal Lake pociąg minął stację Cary, a następnie przyspieszył do 70 mil na godzinę (110 km/h).
Autobus szkolny, który brał udział w zderzeniu, był produkcji American Transportation Company. Był eksploatowany przez Dystrykty Szkolne nr 47 i 155 na podstawie umowy przewozowej. W momencie wypadku na pokładzie znajdowało się 35 uczniów. Kierująca była kierowcą zastępczym, zazwyczaj pracowała jako zastępczyni kierownika transportu w dystryktach. Nigdy nie jechała tą trasą autobusem ani nie przekroczyła przejazdu kolejowo-drogowego prywatnym samochodem lub autobusem.

## Przebieg zdarzeń

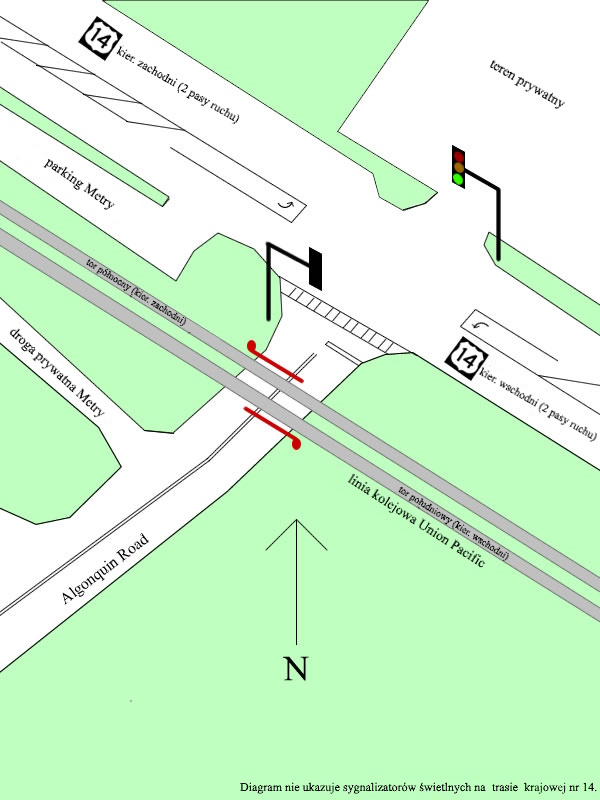
Ogólny schemat miejsca wypadku. Pociąg nadjechał od strony zachodniej, podczas gdy autobus zatrzymał się na torze po stronie północnej.

Podane godziny są możliwie najdokładniejszymi przybliżeniami, ustalonymi w drodze śledztwa NTSB. Godziny są podane w czasie lokalnym.
O godzinie 6:15 autobus miał planowo wyjechać w trasę, lecz kierowca był nieobecny z powodu choroby. O 6:30 przyjechała zastępcza kierująca, która dokonała oględzin autobusu przed wyjazdem. Pięć minut później autobus wyjechał z zajezdni. O godzinie 6:55 odebrani zostali pierwsi pasażerowie autobusu.
O godzinie 7:00 pociąg Metry nr 624 odjechał ze stacji Crystal Lake w kierunku centrum Chicago.
Na 32 sekundy przed zderzeniem procesor samoczynnej sygnalizacji przejazdowej odebrał informację o obecności pociągu. Pokrętło obliczyło wówczas prędkość pociągu, wynoszącą 66 mil na godzinę (106 km/h). Czas oczekiwania przed wysłaniem sygnału do sterownika sygnalizacji na skrzyżowaniu, według urządzenia, wyniósł 8 sekund. Pociąg znajdował się wówczas 939 metrów od osi przejazdu.
24 sekundy przed zderzeniem automatyka przejazdu przesłała sygnał z informacją o nadjeżdżającym pociągu do sterownika sygnalizacji świetlnej. Pociąg znajdował się 732 metry od osi przejazdu, a jego prędkość nie uległa zmianie. Sekundę później uruchomiony został cykl sygnalizacji ułatwiający opuszczenie przejazdu – sygnał nadawany na trasie krajowej nr 14 miał ulec zmianie na czerwony, lecz konieczne było umożliwienie pieszym opuszczenia skrzyżowania. Pociąg znajdował się 701 metrów od osi przejazdu.
Na 12 sekund przed zderzeniem zakończył się cykl sygnalizacji dla pieszych, a sygnalizatory na trasie krajowej nr 14 nadawały sygnał żółty. Pociąg znajdował się w odległości 366 metrów od przejazdu, a jego prędkość wzrosła do 69 mil na godzinę (111 km/h), niewiele poniżej prędkości szlakowej.
Na 7,5 sekundy przed zderzeniem sygnał na sygnalizatorach na trasie krajowej nr 14 uległ zmianie na czerwony. Półtorej sekundy później dla autobusu został nadany sygnał zielony. Pociąg znajdował się w odległości 183 metrów od przejazdu, a jego prędkość wynosiła 67 mil na godzinę (108 km/h). Sekundę później maszynista pociągu, zdawszy sobie sprawę z tego, iż autobus nie opuścił przejazdu, załączył hamowanie nagłe. Pociąg znajdował się w odległości 152 metrów od przejazdu, a jego prędkość wynosiła 60 mil na godzinę (97 km/h).
Zderzenie z autobusem nastąpiło o godzinie 7:10. Trzy minuty później do komendy policji w Cary wpłynęły pierwsze telefony alarmowe dotyczące wypadku. Na miejscu znajdował się komendant policji z Fox River Grove, który natychmiast wezwał wsparcie. Służby pojawiły się pięć minut później. O godzinie 7:27 miejscowy szpital wdrożył reżim wypadku masowego i wysłał na miejsce wypadku dwóch lekarzy.

## Przyczyny wypadku

### Błąd kierującej

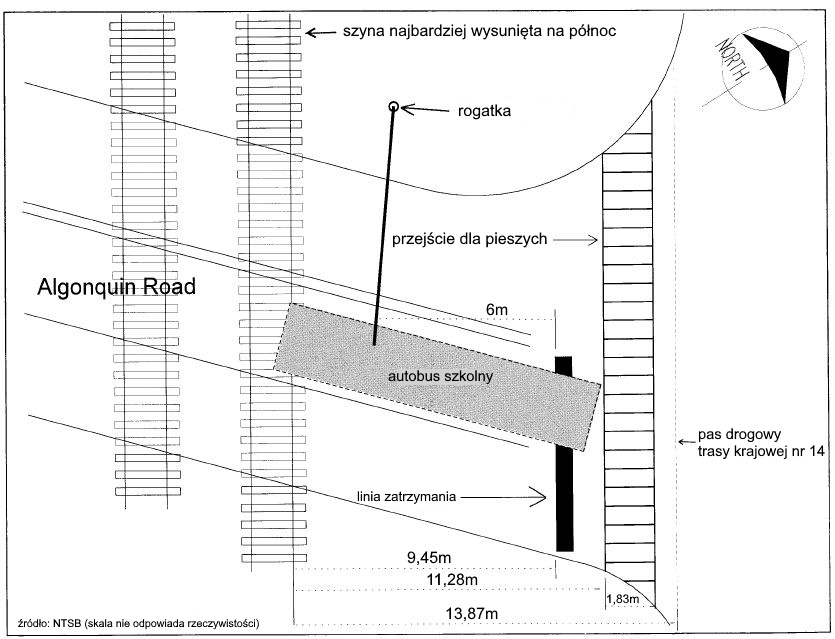
Położenie autobusu w momencie zderzenia. Kierująca nie była świadoma zagrożenia, jakie ono niosło.

Wstępną przyczyną wypadku było błędne określenie odległości między torami kolejowymi, gdy autobus zatrzymał się za przejazdem na czerwonym świetle. W wyniku tego błędu około 76 milimetrów tylnej części autobusu wystawało za najbliższą szyną. Skrajnia pociągu Metra wynosiła 1 metr od szyny. Wszelkie obrażenia, jakie ponieśli pasażerowie autobusu, były bezpośrednim wynikiem zderzenia.
Gdy drąg rogatki opadł na dach autobusu, jadące nim dzieci zaczęły żartować sobie z podejścia kierującej, Patricii Catencamp, do tej sytuacji, lecz wkrótce potem zaczęły krzyczeć, prosząc o przejechanie do przodu. Kierująca nie zrozumiała ich próśb, a jej uwaga została odwrócona od wskazań sygnalizatora świetlnego. NTSB ustaliła, iż sygnał uległ zmianie na zielony na sześć sekund przed zderzeniem, lecz Catencamp była zajęta, próbując załagodzić jakiś kryzys w autobusie.

### Błąd projektowy
Urządzenia samoczynnej sygnalizacji przejazdowej na przejeździe, na którym doszło do wypadku, są sprzężone z sygnalizacją świetlną na skrzyżowaniu. Na tej trasie kierowcom autobusów bardzo często zdarzało się przejeżdżać przez tory celem zatrzymania przed linią, stwarzając ryzyko zderzenia w sytuacji, gdyby podczas oczekiwania na sygnał zielony urządzenia przejazdowe załączyły się.

#### Remont drogi
Podczas remontu drogi we wczesnych latach 90. uległ zmianie układ pasów ruchu na trasie krajowej nr 14. Dotychczas droga ta miała po jednym pasie ruchu w każdą stronę. Odległość między drogą a torami kolejowymi wynosiła około 18 metrów, co pozwalałoby na zmieszczenie 12-metrowego autobusu szkolnego między torami a skrzyżowaniem, natomiast w ramach remontu drogi dobudowano trzy pasy ruchu, w tym jeden pas zjazdowy. Spowodowało to zmniejszenie odległości między drogą a torami do około dziewięciu metrów.

#### Nieprawidłowa konfiguracja sygnalizacji świetlnej
Podczas testów przeprowadzonych przez NTSB okazało się, że urządzenia samoczynnej sygnalizacji przejazdowej załączały się na 20 sekund przed przyjazdem pociągu, lecz sposób, w jaki skonfigurowano sygnalizację świetlną na skrzyżowaniu powodował, iż pojazdy drogowe miały możliwość opuszczenia przejazdu dopiero po osiemnastu sekundach od załączenia urządzeń przejazdowych, co oznaczało, że kierowcy mieli tylko od dwóch do sześciu sekund na opuszczenie torów. Konfiguracja sygnalizacji świetlnej była w gestii departamentu transportu stanu Illinois, a konfiguracja sterownika SSP należała do kompetencji Union Pacific.
Pojawiły się doniesienia, iż pierwotnie sygnalizacja świetlna była skonfigurowana w taki sposób, aby kierujący jadący od przejazdu kolejowo-drogowego mieli bezpieczny margines, umożliwiający im opuszczenie przejazdu, lecz kilka miesięcy przed wypadkiem konfiguracja uległa zmianie, w wyniku której dodano cykl pieszy, co nastąpiło z pominięciem konsekwencji dla kierujących jadących od strony Algonquin Road. Podczas porannego szczytu sygnalizatory świetlne dla pieszych w stanie zasadniczym stale nadawały sygnał „przechodź”. Cykl jest przerywany w momencie wykrycia pociągu, co zajmowało 12 sekund czasu ostrzegania przez urządzenia przejazdowe. W maju 1996 roku wieś Fox River Grove przeprowadziła badanie, w wyniku którego ustalono, iż przejścia dla pieszych na tym skrzyżowaniu były bardzo rzadko używane. Pracownicy departamentu transportu, którym powierzono zadanie konfiguracji sygnalizacji świetlnej, powinni być świadomi, iż stałe nadawanie sygnału „przechodź” przynosiło znaczne ryzyko i praktycznie żadnych korzyści, i tym samym nie powinni byli zezwolić na nadawanie sygnału „przechodź” w stanie zasadniczym sygnalizacji. Gdyby konfiguracja sygnalizacji nie uległa zmianie, sygnał zielony dla autobusu zostałby nadany 12 sekund wcześniej, co pozwoliłoby na uniknięcie wypadku.
Ponadto, ustawienie pokrętła w sterowniku samoczynnej sygnalizacji przejazdowej zostało zmienione – czas ostrzegania został skrócony z 30 do 25 sekund. Władze Union Pacific wypowiedziały się o tym, podkreślając, iż nowe ustawienie nadal wynosiło więcej niż minimalne 20 sekund.

## Skutki prawne
Miesiąc po wypadku zostały złożone pozwy. Ostatnie z nich zostały rozstrzygnięte w styczniu 2004 roku. Ofiarom wypadku wypłacono łącznie 27,3 mln USD, z czego dystrykt szkolny wypłacił 16,26 mln. Zarządca infrastruktury kolejowej oraz przewoźnik wypłaciły łącznie 7 mln USD. Departament transportu oraz podwykonawcy, odpowiedzialni za remont drogi oraz konfigurację sygnalizacji, wypłacili odpowiednio 750 tys. i 3,2 mln USD.

## Pozostałe skutki wypadku

### Zalecenia NTSB
W następstwie wypadku Narodowa Rada Bezpieczeństwa Transportu w raporcie opublikowała 29 zaleceń odnoszących się do 17 wyróżnionych stron, m.in. do Sekretarza Transportu USA, Federalnego Zarządu Dróg, Federalnego Zarządu Kolei, Narodowej Administracji Bezpieczeństwa Ruchu Drogowego, departamentu transportu stanu Illinois, dystryktów szkolnych nr 47 i 155 oraz Narodowego Towarzystwa Organizatorów Przewozu Uczniów.
Po wypadku zbadano 243 przejazdy kolejowo-drogowe, na których znajdowały się wówczas urządzenia samoczynnej sygnalizacji przejazdowej sprzężonej z sygnalizacją drogową, w stanie Illinois. Na 24 z nich stwierdzono uchybienia, które zostały wkrótce usunięte.

### Zmiany tras autobusów
Zmiany tras autobusów Dystryktów nr 47 i 155 spowodowały, iż częstotliwość przekraczania torów kolejowych przez autobusy szkolne spadła z 70% w roku 1996 do 10% w roku 1997.

## Upamiętnienie ofiar wypadku

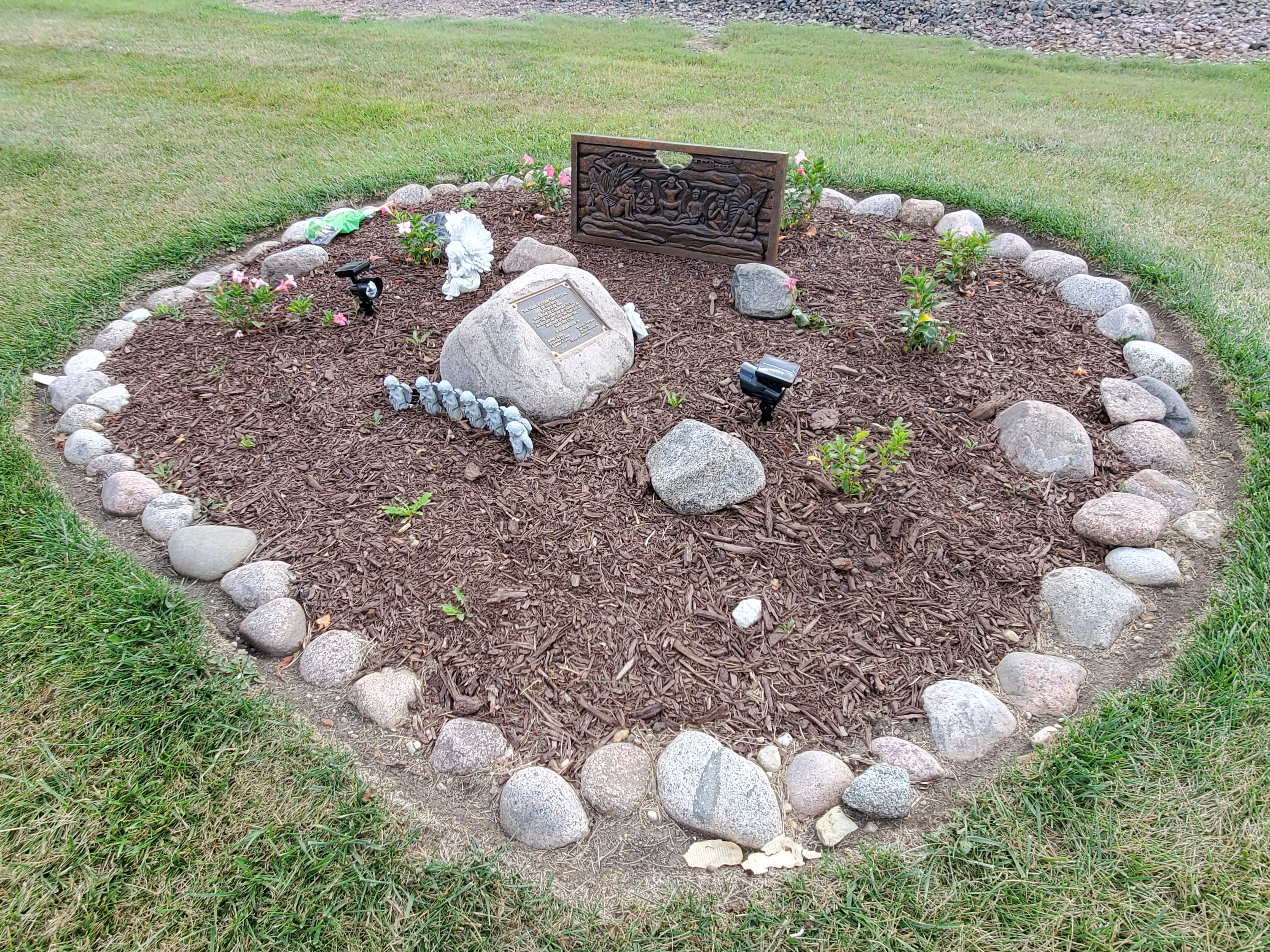
Pomnik umiejscowiony w pobliżu miejsca wypadku.

Nieopodal przejazdu wybudowano granitowy pomnik oraz umieszczono dwie tablice, upamiętniające siedem ofiar śmiertelnych wypadku.
Biblioteka, która w momencie wypadku była jeszcze w budowie, otrzymała nazwę Biblioteki Pamięci w Fox River Grove (ang. Fox River Grove Memorial Library), ku pamięci ofiar wypadku. Na jej terenie powstał plac pamięci, poświęcony w październiku 2000 roku.
Na terenie liceum Cary-Grove, czyli miejsca docelowego autobusu, który brał udział w wypadku, powstało miejsce pamięci, nazwane „Kręgiem Przyjaciół” (ang. The Circle of Friends). Znajdujące się tam 36 kamieni symbolizuje pasażerów i kierującą autobusem, a siedem świerków symbolizuje siedem ofiar śmiertelnych wypadku.